# Schmalspur-Werkbahn der Westfalenhütte
| Schmalspur-Werkbahn der Westfalenhütte | Schmalspur-Werkbahn der Westfalenhütte |
| -------------------------------------- | -------------------------------------- |
| Streckenlänge:                         | 17,241 km                              |
| Spurweite:                             | 800 mm (Schmalspur)                    |
|                                        |                                        |

Die Schmalspur-Werkbahn der Westfalenhütte gehörte zu den ersten werkseigenen, mit eigenen Dampflokomotiven ausgestatteten Schmalspurbahnen in Deutschland und besaß eine Spurweite von 800 Millimetern.

## Geschichte
Die Bahn wurde wahrscheinlich bereits im Vorfeld der Gründung des Eisen- und Stahlwerkes Hoesch (Westfalenhütte) zum 1. September 1871 angelegt und war organisatorisch der Maschinenabteilung des Werkes unterstellt. Mit dem Tag ihrer Betriebseröffnung am 31. Mai 1874 gehörte sie zwar zu den Hoesch-Eisenbahnen, blieb in der Betriebsführung bis zu ihrer Übernahme durch die Dortmunder Eisenbahn innerhalb der Hoesch AG jedoch selbstständig. Der Hauptzweck der Bahn bestand in der Abwicklung des Transports zwischen den einzelnen Werksteilen, d. h. anfangs insbesondere zwischen dem Thomas-Stahlwerk und der Schmiede.:186 Ab etwa 1912 wurden auch das neue Siemens-Martin-Stahlwerk II und die Walzwerke an das Schmalspurnetz angeschlossen. Die 1948 in der neuen „Abteilung Eisenbahnwesen“ zusammengefassten Werkseisenbahnen der Westfalenhütte verfügten 1949 über insgesamt 869 Mitarbeiter, die den Bereichen Eisenbahnbetrieb, Eisenbahnwerkstätten (Lok- und Waggonwerkstatt), Gleisbau und dem Hafen Hardenberg zugeordnet waren. Damit stellten die Eisenbahner rund 10 % der gesamten Belegschaft der Westfalenhütte.
Durch die Fusion der Dortmunder Hüttenunion mit der Hoesch AG im Jahre 1966 mussten drei im Verbund arbeitende Werke durch die Regelspur miteinander vernetzt werden.:196 Zugleich wurde auch für die ansonsten weiterhin eigenständige Schmalspurbahn der Westfalenhütte ein neues Nummernschema eingeführt. Schließlich erfolgte im Jahre 1980 die Übernahme durch die Dortmunder Eisenbahn, in deren Folge das Streckennetz der Schmalspurbahn bis 1983 stillgelegt wurde. Mit der Stilllegung und dem Abbau der Hochöfen, der Sinteranlage und weiterer Werksteile ab 2001 sind auch die noch erhaltenen Reste dieser frühen Werkbahn bis auf einen ca. 15 Meter langen Gleisrest in der Nähe des heutigen Hoesch-Museums nahezu vollständig verschwunden.
Zur Zeit seiner größten Ausdehnung war das Schienennetz der Schmalspurbahn bei Hoesch (Westfalenhütte) mehr als 17 Kilometer lang und besaß 325 Weichen.
Das im historischen Portierhaus der Westfalenhütte untergebrachte Hoesch-Museum zeigt in seiner Dauerausstellung einige historische Fotografien der Werkbahn, darunter ein Foto der Dampflokomotive „12“, sowie den Industrie-Stummfilm „Kamerad, hab’ acht“ von 1928, in dem die Schmalspurbahn der Westfalenhütte mit mehreren ihrer Dampfloks eine zentrale Rolle spielt.
Seit der Neugestaltung der Dauerausstellung im Jahre 2017 gibt es einen eigenen Bereich zum Thema Rüstung, Zwangsarbeit und kriegsbedingte Zerstörung bei der Hoesch AG. Im Bereich der Werkbahn wurden Zwangsarbeiter insbesondere zur Beseitigung von Bombenschäden an den Gleisanlagen eingesetzt. So zeigt eine Aufnahme Zwangsarbeiter oder KZ-Häftlinge gemeinsam mit einer Schmalspur-Dampflok, wohl Hoesch Nr. 16 bei der Reparatur von normalspurigen Gleisen der Werkbahn. Außerdem beleuchtet die Ausstellung nun auch die Biographie von Albert Ganzenmüller, einem der maßgeblich Verantwortlichen für die Organisation der Deportationszüge in die Vernichtungslager bei der Deutschen Reichsbahn und im Reichsverkehrsministerium. Nach 1945 entzog er sich seiner Verantwortung durch Flucht nach Argentinien, beriet die dort verstaatlichte Eisenbahn und konnte 1955 unbehelligt nach Deutschland zurückkehren, um fortan als „Transportfachmann“ für die Eisenbahnabteilung der Hoesch AG tätig zu werden. Trotz seiner Beteiligung am Massenmord und wiederholt wegen Beihilfe zum Mord gegen ihn geführter Ermittlungen, blieb er bis zu seiner regulären Pensionierung im Jahre 1968 als Transportingenieur in verantwortlicher Stellung bei der Eisenbahnabteilung der Hoesch AG beschäftigt.

## Relikte

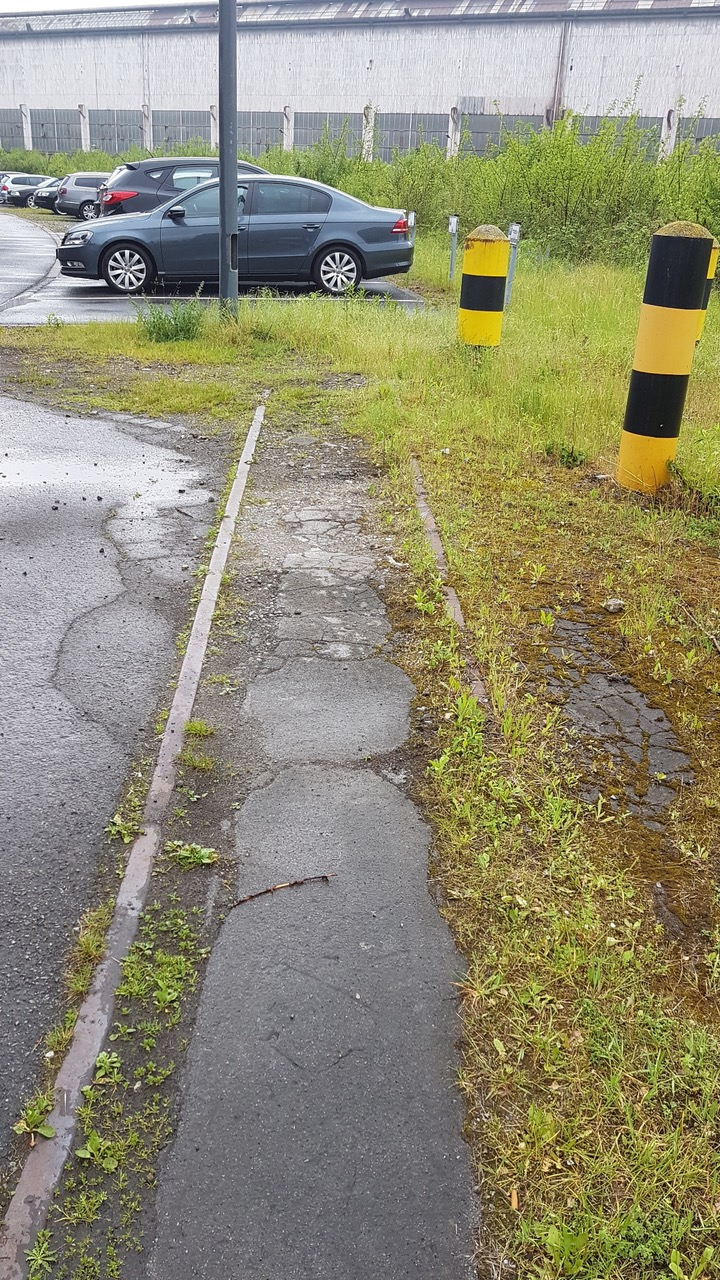
Gleisrest (800 mm) zwischen dem historischen Portierhaus in der Verlängerung der ehemaligen Hauptpforte I und den alten mechanischen Werkstätten. Im Hintergrund ist die ehemalige Halbzeugstrasse zu sehen (Zustand Mai 2017).

Zwischen dem historischen Portierhaus, dem heutigen Hoesch-Museum und den alten mechanischen Werkstätten liegt in der Verlängerung der ehemaligen Hauptpforte I noch ein circa 15 Meter langes Gleisstück im Pflaster. An genau diesem Gleisabschnitt spielt eine der zentralen Szenen des Stummfilms „Kamerad, hab’ acht“ in der die Lokomotive „12“ zu sehen ist.
Außerdem befindet sich an einer rückwärtigen Gebäudeecke des alten Portierhauses und heutigen Hoesch-Museums noch ein Lichtsignal der ehemaligen Schmalspur-Werkbahn.

## Gleiskörper
Die Spurweite der Schmalspur-Werkbahn der Westfalenhütte betrug im gesamten Schienennetz 800 Millimeter. Wahrscheinlich war es die erste Bahn mit dieser seltenen Spurweite in Deutschland. Nur die von den Fürsten zu Solms-Braunfels mit weiteren Grubenbesitzern 1875 zunächst als Grubenbahn für den Erztransport aus Bergwerken rund um Braunfels gegründete Ernstbahn hatte zu dieser Zeit ebenfalls diese Spurweite. Möglicherweise gab es aufgrund der Erzlieferungen einen Zusammenhang zur Wahl dieser Spurweite für das Hüttenwerk der Hoesch AG. Das Lichtraumprofil der Schmalspur-Werkbahn der Westfalenhütte war, wie bei anderen Stahlwerken, äußerst knapp bemessen. Daher wurde bei den Fahrzeugen auf jegliche Teile verzichtet, die überstehen könnten und Handläufe wie Einstiegshilfen etc. ähnlich wie bei Grubenbahnen raumsparend hinter die Außenhaut der Lokomotiven verlegt. Dennoch kam es im Betrieb aufgrund der beengten Verhältnisse und der besonderen Gefahrenzonen die durchfahren werden mussten, immer wieder zu Unfällen. Der Oberbau war teils frei, meist aber im Pflaster der Werksstraße bzw. im Boden der einzelnen Werksteile verlegt.
Besonders zu erwähnen ist eine ungewöhnliche Vielzahl an Weichen und teils kompliziertesten Kreuzungen. Außerdem waren die Gleise an besonders frequentierten Stellen, an denen sie die Normalspur kreuzten, als Drei- oder Vierschienengleis ausgeführt. Im Bereich der Werksstraßen wurden in der Regel Rillenschienen verlegt.

## Streckennetz
Die Streckenlänge betrug zu Zeiten der größten Ausdehnung des Gesamtnetzes um 1950 insgesamt 17,241 Kilometer mit 325 Weichen. Mit dem Bau des Schienennetzes wurde um 1870 begonnen. Im Geschäftsjahr 1885/86 wurden mit der Beschaffung einer zweiten Schmalspur-Dampflok bei der Lokomotivfabrik Krauss & Comp. für 8.000 Mark durch das Direktorium auch die Schmalspuranlagen für insgesamt 40.324,58 Mark umfassend ausgebaut.:189 Wie einem Börsenprospekt aus dem Jahre 1895 zu entnehmen ist, betrug die Streckenlänge des Schmalspurnetzes zu dieser Zeit bereits 10 Kilometer und war damit nur unwesentlich kürzer als das der Normalspur, das es auf 11 Kilometer brachte.:189 Bis 1957 verkürzte sich die Länge des Netzes gegenüber 1950, bedingt durch den zunehmend schienenlosen Transport, wieder auf 12,73 Kilometer und die Anzahl der Weichen reduzierte sich auf 239. Weitere umfangreichere Aus- und Umbauten erfolgten noch bis in die 1960er-Jahre hinein.

## Bahngebäude
Aus den Unterlagen zum Geschäftsjahr 1885/86 ergibt sich, dass für 2.440,54 Mark ein Lokomotivschuppen für die „kleine Lok“ errichtet wurde. Hierbei dürfte es sich noch um die erste, ab 1871 vorhandene Dampflok der Bahn gehandelt haben, die noch keine Nummer trug und in den erhaltenen Geschäftsunterlagen daher als „die kleine Lok“ oder „die kleine Dampflokomotive“ bezeichnet wurde. Außerdem wurde im selben Geschäftsjahr für 309,10 Mark ein „Bahnwärterhäuschen“ errichtet.:189
Im Geschäftsbericht 1886/87 findet sich der Hinweis, dass der Lokomotivschuppen für 1.676,02 Mark erweitert wurde.:189 Diese Erweiterung diente sicher der Unterbringung der 1885/86 beschafften zweiten Schmalspur-Dampflokomotive, die später die Betriebsnummer „1“ trug. Später waren die Lokomotiven in den Werksteilen beheimatet, wo sie ihren Dienst versahen. So trug die Lok „16“ später beispielsweise die Aufschrift „SM II“, da sie im Siemens-Martinwerk II beheimatet war. Auf diese Weise und da die Lokomotiven ohnehin 24 Stunden pro Tag im Einsatz waren, konnte auf den Bau weiterer Lokschuppen verzichtet werden.
Neben den erwähnten Gebäuden gab es noch eine Lok- bzw. Hauptwerkstatt mit vorgelagerter Schiebebühne.

## Fahrzeuge

### Dampflokomotiven
Die Dampflokomotiven für das Schmalspurnetz der Westfalenhütte wurden von der Lokomotivfabrik Krauss & Comp., der Lokomotivfabrik Hagans und der Arnold Jung Lokomotivfabrik in Jungenthal a. d. Sieg geliefert. Auch wenn die Lokomotiven den in teils großen Stückzahlen produzierten Standardtypen ähnelten, handelte es sich doch um speziell für die Anforderungen im Stahlwerk angefertigte Einzelstücke oder in Kleinstserien hergestellte Exemplare. Zu solchen Kleinstserien von je drei annähernd baugleichen Exemplaren gehörten die von Jung gefertigten Lokomotiven 10 bis 12 (1899), 15 bis 17 (1917–21) und 97 bis 99 (9" bis 11", 1950).
Nominal gab es 20 Dampflokomotiven, de facto waren es bedingt durch den sukzessiven Aufbau des Bestandes und Kriegsverluste aber nie mehr als 19 (1950) zur gleichen Zeit. Die bereits vor 1884 im Werk vorhandene und als „die kleine Dampflokomotive, welche die Schlacken aus dem Thomaswerk forttransportiert“ bezeichnete Lok wurde nicht in das Nummernschema integriert und erhält hier daher die provisorische Bezeichnung „0“. Zumindest die Nummern 9 bis 11 erfuhren eine zweite Besetzung durch die bei Arnold Jung 1949/50 bestellte Serie von drei Dampflokomotiven, die als teilweiser Ersatz für die im Krieg zerstörten Maschinen dienen sollten. Wohl im Zuge der Einführung der Dieseltraktion im Betriebsjahr 1957/58 wurden diese Lokomotiven in 97 bis 99 umgezeichnet und in das neue Nummernschema integriert. Dieses sah für die Schmalspur-Diesellokomotiven die Nummern 81–90 und für Schmalspur-Dampflokomotiven die Nummern 91–99 (91–96 unbesetzt) vor.
Trotz ihres harten Einsatzes rund um die Uhr, bis 1918 in zwei Schichten à 12, danach in drei Schichten à 8 Stunden zwischen Hochofen und Walzwerk, erlebten die Lokomotiven teils mehr als 60 Betriebsjahre. So waren nach einem Bericht, der auf vom 1. April bis 17. April 1959 gemachten Beobachtungen basiert, dem beigefügten Lokplan entsprechend in dem betreffenden Zeitraum die Loks 1, 2, 3, 4, 6, 7, 9", 11", 19 und 20 im Einsatz. Im gleichen Bericht heißt es, dass im Laufe des Jahres 1959 insgesamt noch 16 Dampfloks von 70–90 PS verkehrten.
Für Lok 16 ist überliefert, dass sie in mehr als 40 Betriebsjahren etwa 6.000.000 Tonnen Knüppel und Blöcke von den Stahl- zu den Walzwerken transportierte, dafür 8.000 Tonnen Kohle verheizte und 60.000 Kubikmeter Wasser verdampfte.
Insgesamt waren über einen Zeitraum von rund 90 Jahren mindestens 24 Dampflokomotiven im Einsatz, wobei eine unnummeriert blieb, zwanzig die Nummern 1 bis 20 und drei die Nummern 9 bis 11 in zweiter Besetzung erhielten. Von diesen 24 Lokomotiven blieben nur 3 erhalten, wobei die 16 die einzige erhaltene Lokomotive der alten Werkbahn der Westfalenhuette darstellt, während es sich bei den beiden anderen erhaltenen Exemplaren um Nachkriegsbauarten handelt, die in zweiter Besetzung einige der im Krieg zerstörten Maschinen ersetzen sollten.
| Nr.      | Bauart | Hersteller                                         | Baujahr      | Fabriknummer | bei der Hoesch AG in Betrieb bis | Foto |
| -------- | ------ | -------------------------------------------------- | ------------ | ------------ | -------------------------------- | ---- |
| 0        | Bn2t   | ?                                                  | vor 1871     | ?            | vor 1895 + ++                    |      |
| 1        | Bn2t   | Krauss                                             | 1885         | ?            | 1959 + ++                        |      |
| 2        | Bn2t   | Krauss                                             | 1888         | ?            | 1959 + ++                        |      |
| 3        | Bn2t   | Krauss                                             | vor 1895     | ?            | 1962 + ++                        |      |
| 4        | Bn2t   | Lokomotivfabrik Hagans, Erfurt                     | 1892         | 266          | 1962 ++                          |      |
| 5        | Bn2t   | Lokomotivfabrik Hagans, Erfurt                     | 1894         | ?            | vor 1. April 1959 + 1958/59 ++   |      |
| 6        | Bn2t   | Arnold Jung Lokomotivfabrik, Jungenthal a. d. Sieg | 1896         | 247          | 1961 + ++                        |      |
| 7        | Bn2t   | ?                                                  | 1895–1898    | ?            | nach 17. April 1959 + ++         |      |
| 8        | Bn2t   | ?                                                  | nach 1898    | ?            | vor 1947 ++ (Kriegsverlust?)     |      |
| 9        | Bn2t   | ?                                                  | nach 1898    | ?            | vor 1947 ++ (Kriegsverlust?)     |      |
| 10       | Bn2t   | Arnold Jung Lokomotivfabrik, Jungenthal a. d. Sieg | 1899         | 399          | vor 1947 ++ (Kriegsverlust?)     |      |
| 11       | Bn2t   | Arnold Jung Lokomotivfabrik, Jungenthal a. d. Sieg | 1899         | 400          | vor 1945 ++ (Kriegsverlust)      |      |
| 12       | Bn2t   | Arnold Jung Lokomotivfabrik, Jungenthal a. d. Sieg | 1899         | 404          | vor 1. April 1959 + ++           |      |
| 13       | Bn2t   | Arnold Jung Lokomotivfabrik, Jungenthal a. d. Sieg | 1912         | 1871         | 1956 + 1957 ++                   |      |
| 14       | Bn2t   | Arnold Jung Lokomotivfabrik, Jungenthal a. d. Sieg | 1913         | 2077         | vor 1. April 1959 + ++           |      |
| 15       | Bn2t   | Arnold Jung Lokomotivfabrik, Jungenthal a. d. Sieg | 1917         | 2741         | 1957 + 1962 ++                   |      |
| 16       | Bn2t   | Arnold Jung Lokomotivfabrik, Jungenthal a. d. Sieg | 1917         | 2742         | 1958 + erhalten                  |      |
| 17       | Bn2t   | Arnold Jung Lokomotivfabrik, Jungenthal a. d. Sieg | 1921         | 3245         | vor 1. April 1959 + 1958/59 ++   |      |
| 18       | Bn2t   | ?                                                  | nach 1938/39 | ?            | vor 1. April 1959 + 1958/59 ++   |      |
| 19       | Bn2t   | ?                                                  | 1942–1947    | ?            | nach 17. April 1959 + ++         |      |
| 20       | Bn2t   | ?                                                  | 1942–1947    | ?            | nach 17. April 1959 + ++         |      |
| 97 (9")  | Bn2t   | Arnold Jung Lokomotivfabrik, Jungenthal a. d. Sieg | 1950         | 10605        | 1962 + erhalten                  |      |
| 98 (10") | Bn2t   | Arnold Jung Lokomotivfabrik, Jungenthal a. d. Sieg | 1950         | 10606        | 1962 + stark verändert erhalten  |      |
| 99 (11") | Bn2t   | Arnold Jung Lokomotivfabrik, Jungenthal a. d. Sieg | 1950         | 10607        | 1962 ++                          |      |

### Elektrolokomotiven
Für das Jahr 1898 wird von einer Elektrolokomotive berichtet, die zu einer Akkumulatorenlok umgebaut werden soll, da sich die oberirdische Leitung bei den Hochöfen nicht bewährt habe.:190 Tatsächlich gibt es aus dieser Zeit Bildbelege, die eine kleine, zweiachsige E-Lok (Bauart B-el) mit vorgestelltem zweiachsigen Bodentransportwagen und geschlepptetem, ebenfalls zweiachsigen Akkumulatorenwagen auf dem 800 mm Gleis zeigen. Diese Lok findet in den Betriebsunterlagen später allerdings keine Erwähnung mehr und scheint auch nicht in das Nummernschema integriert worden zu sein. Wahrscheinlich handelt es sich um eine der ab 1896 von Arthur Koppel in Berlin gebauten Elektrolokomotiven. Obwohl sie wohl nur versuchsweise angeschafft wurde und aufgrund ihrer mangelnden Eignung schon bald umgebaut werden musste, verblieb sie nach Bildbelegen bis mindestens 1940 im Werk.
| Nr. | Bauart | Hersteller    | Typ | Baujahr              | Fabriknummer | bei der Hoesch AG in Betrieb bis |
| --- | ------ | ------------- | --- | -------------------- | ------------ | -------------------------------- |
| -   | B-el   | Arthur Koppel | ?   | 1896–98 (Umbau 1898) | ?            | nach 1940 + ++                   |

### Diesellokomotiven
Nach der Umstellung der Schmalspur-Werkbahn auf Dieseltraktion im Zuge eines internen „Modernisierungsprogramms“ im Laufe des Betriebsjahres 1957/58 wurde ein neues Nummernschema eingeführt bei dem für die Schmalspur-Diesellokomotiven die Nummern 80–90 vorgesehen waren, von denen die Nummern 80–88 mit Lokomotiven des Typs MV 6 und Nummern 89–90 mit Lokomotiven vom Typ MV 10 besetzt wurden. Im Zeitraum vom 1. April bis 17. April 1959 waren nur die Lokomotiven 80 und 82 im Einsatz.
Die noch verbliebenen und zur Ausmusterung vorgesehenen Dampflokomotiven 9 bis 11 der zweiten Besetzung erhielten irgendwann nach dem 17. April 1959 die Nummern 97 bis 99. Wahrscheinlich sollte mit der Ausmusterung der letzten Schmalspur-Dampflokomotiven im Betriebsjahr 1961/62 der Bestand durch Beschaffung neuer Diesellokomotiven langfristig wieder auf die ursprüngliche Zahl von 20 Lokomotiven mit den Nummern 80–99 aufgestockt werden. Nach Einführung der Dieseltraktion verlor jedoch die dem Vorstand weiterhin als „unmodern“ geltende 800-mm-Werkbahn auch durch den Ausbau schienenloser Transportmöglichkeiten zusätzlich an Bedeutung. Entsprechend wurden die letzten vier Diesellokomotiven im Jahre 1961 lediglich als Ersatz für die letzten drei ausgemusterten Dampflokomotiven bestellt. Eine weitere Aufstockung des Fahrzeugbestandes erfolgte anschließend nicht mehr. Nach der Übernahme der Werkbahnen der Hoesch AG durch die Dortmunder Eisenbahn zum 1. Januar 1980, wurden die sieben noch verbliebenen Schmalspur-Lokomotiven 83 bis 87, 89 und 90 in 911 bis 917 umgezeichnet und so in das Nummernschema der Dortmunder Eisenbahn integriert, bevor sie als „800-mm-Exoten“ ab 1983 endgültig ausgemustert wurden. Vier der insgesamt ehemals elf Schmalspur-Diesellokomotiven blieben zunächst als Denkmal- und Spielplatzloks erhalten, wurden dann aber zwischen 1995 und 2013 allesamt verschrottet. So ist leider kein Zeugnis dieser Phase der Schmalspur-Werkbahn der Westfalenhütte erhalten geblieben.
| Nr.         | Bauart | Hersteller         | Typ     | Baujahr | Fabriknummer | bei der Hoesch AG in Betrieb bis                                                                                                |
| ----------- | ------ | ------------------ | ------- | ------- | ------------ | --- |
| 80          | B-dh   | Orenstein & Koppel | (MV 6)  | 1957    | 25765        | 197x +; 19xx Spielplatz Woldenmey, Dortmund-Derne (197x vh); ca. 1990 Spielplatz, Hoeschpark, Dortmund (11.2005 vh); 05.2006 ++ |
| 81          | B-dh   | Orenstein & Koppel | (MV 6)  | 1957    | 25766        | 197x +; 19xx Spielplatz, Hoeschpark, Dortmund (01.2003, 04.2003 vh); nach 2003 ++                                               |
| 82          | B-dh   | Orenstein & Koppel | (MV 6)  | 1958    | 25785        | 19xx + Verbleib unbekannt |
| 83 (DE 911) | B-dh   | Orenstein & Koppel | (MV 6)  | 1959    | 25895        | 1983 + 1987 ++ |
| 84 (DE 912) | B-dh   | Orenstein & Koppel | (MV 6)  | 1959    | 25896        | 1983 + Verbleib unbekannt |
| 85 (DE 913) | B-dh   | Orenstein & Koppel | (MV 6)  | 1959    | 25897        | 1983 + 1987 ++ |
| 86 (DE 914) | B-dh   | Orenstein & Koppel | (MV 6)  | 1961    | 26127        | 1983 + 2010–2013 ++ |
| 87 (DE 915) | B-dh   | Orenstein & Koppel | (MV 6)  | 1961    | 26128        | 1983 + 1987 ++ |
| 88          | B-dh   | Orenstein & Koppel | (MV 6)  | 1961    | 26129        | 197x + vor 1999 ++ |
| 89 (DE 916) | B-dh   | Orenstein & Koppel | (MV 10) | 1961    | 25155        | 1983 + 1987 ++ |
| 90 (DE 917) | B-dh   | Orenstein & Koppel | (MV 10) | 1961    | 26156        | um 1980 + Verbleib unbekannt |

### Güterwagen
Der Großteil der Güterwagen bestand aus kleinen aber sehr stabilen 2-achsigen Wagen, die dem Transport von Schlacken und Halbzeug zwischen den einzelnen Werksteilen dienten. Sie scheinen größtenteils im Eigenbau z. B. unter Verwendung von aus der Produktion entnommenem Schienenmaterial entstanden zu sein. Im Betriebsjahr 1884/85 wurden sechs Schlackewagen, drei Kalkwagen, drei Converterschlackewagen und zwanzig Bodentransportwagen für zusammen 8.193,22 Mark angeschafft.:189 Später gab es mindestens einen Schmalspur-Schienendrehkran, der mittels Handkurbeln bedient wurde. Im Jahre 1898 existierten bereits 93 werkseigene Wagen, wobei unklar ist wie viele Schmalspurwagen darunter waren. Zunächst scheint es im Gegensatz zu den Lokomotiven auch kein Nummernschema für diese Wagen gegeben zu haben. Ihre Anzahl stieg bis zum Jahr 1917 auf beachtliche 633, wobei auch hier die Zuordnung zu Schmal- und Regelspur unklar bleibt. Zum Ende des 2. Weltkrieges waren 1126 Wagen vorhanden, von denen 302 als beschädigt registriert wurden.:193–194 Im Jahre 1949 waren insgesamt 662 schmalspurige Werkswagen unterschiedlicher Bauarten vorhanden.